# Pierre Léna

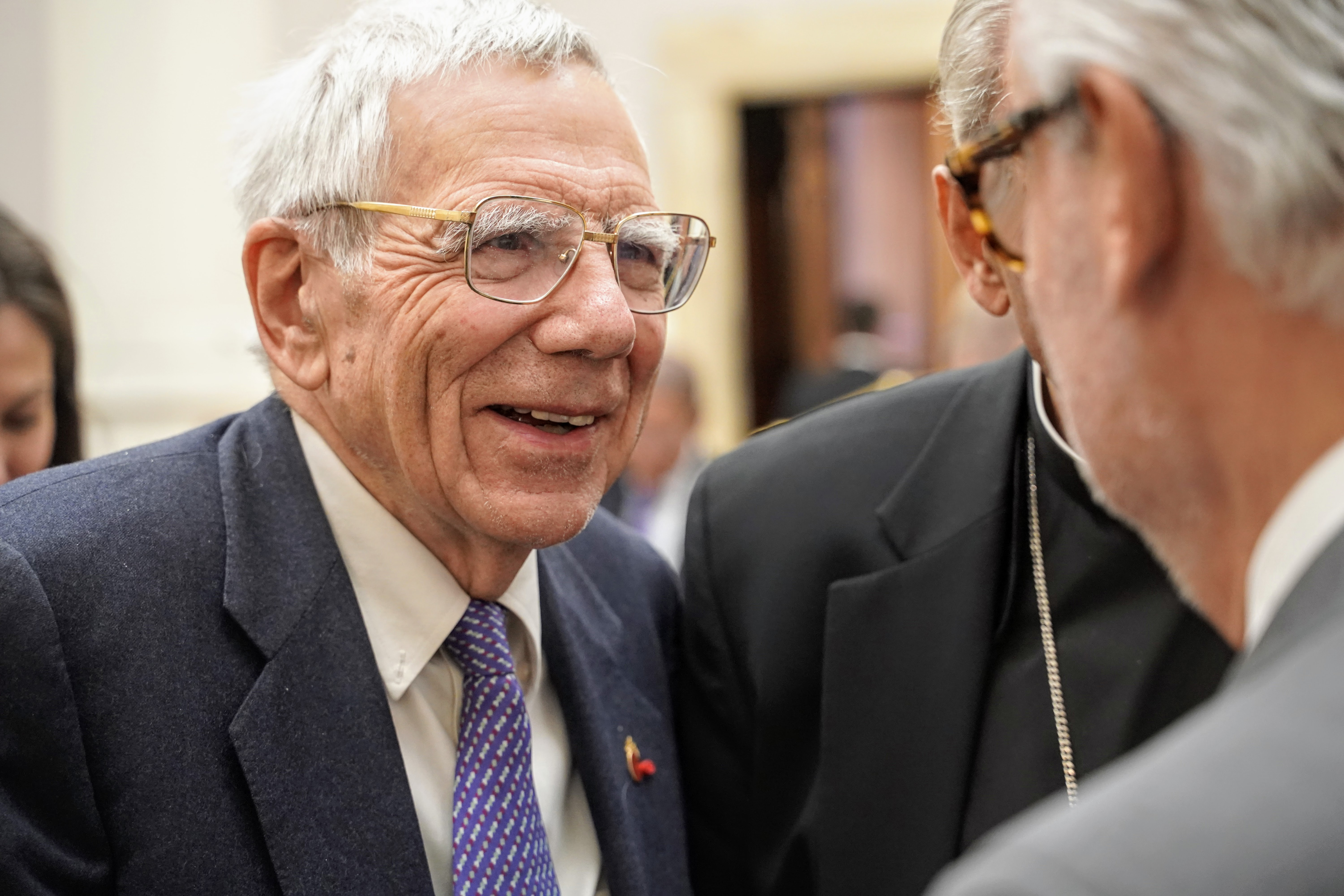
Pierre Léna (2020)

Pierre Léna (* 22. November 1937 in Paris) ist ein französischer Astrophysiker und Astronom.
Pierre Léna studierte 1956 bis 1960 Physik an der École normale supérieure, erwarb die Agrégation in Physik und wurde 1969 promoviert. Als Post-Doktorand war er am Kitt-Peak-Nationalobservatorium. Danach war er an der Universität Paris in Orsay und ab 1973 Professor an der Universität Paris VII (Denis Diderot). Außerdem forschte er am Observatorium von Paris in Meudon (LESIA). 1971 bis 1983 leitete er dort das Labor für Infrarotastronomie des CNRS. 2004 wurde er emeritiert.
Er betrieb Infrarotastronomie von der Erde aus, von Flugzeugen und Satelliten (Kamera des Infrared Space Observatory). Ab Ende der 1970er Jahre befasste er sich mit interferometrischen Techniken und adaptiver Optik (mit Tests am Observatoire de Haute-Provence 1989), so war er an der Konzeption des Very Large Telescope beteiligt. 1979 gelangen ihm als einer der Ersten hochauflösende Aufnahmen von Sternentstehung.
Er schlug auch den Einsatz adaptiver Optiken für die Untersuchung der Retina in der Augenmedizin vor (1998) und beteiligte sich an der Entwicklung.
1973 richtete er die Instrumente für die Beobachtung einer totalen Sonnenfinsternis in Afrika mit der Concorde ein.
Er schrieb populärwissenschaftliche Bücher und engagiert sich im Programm La Main à la pâte für den Unterricht in Naturwissenschaften an Schulen ab den Grundschulen, initiiert von Georges Charpak. Beteiligt war auch Yves Quéré. 2011 bis 2014 war er Präsident der gleichnamigen Stiftung und danach deren Ehrenpräsident.
2003 bis 2007 stand er dem Ethikkomitee des CNRS vor. Seit 1991 war er Mitglied der Académie des sciences. 1989 war er Präsident der Société française de physique. Er ist Mitglied der Academia Europaea (1989) und der Akademien der Wissenschaften von Lüttich, Argentinien, Chile und Venezuela und der päpstlichen Akademie der Wissenschaften.
1979 erhielt er den Benjamin Valz Preis, 1986 den Henri de Parville Preis, 1995 den Prix Holweck, 1996 den Prix Maurice-Pérouse der Fondation de France und 1999 den Prix Jules Janssen. 2006 erhielt er die Erasmus-Medaille. Er ist Offizier der Ehrenlegion und Kommandeur des Ordre national du mérite.
Er hat vier Kinder.

## Bücher
Außer den in den Fußnoten zitierten Büchern:
- mit Anne-Marie Lagrange, Hervé Dole: L'observation en astronomie, Paris, Éditions Ellipses, 2009
- mit Daniel Rouan, François Lebrun, François Mignard, Didier Pelat: L’observation en astrophysique, EDP Sciences, 1986, 3. Auflage 2008
- mit Yang Huanming: La science, Desclée de Brouwer 2003
- Enseigner, c'est espérer, Le Pommier, coll. Les défis de l'éducation 2012
- Nouveaux instruments, nouveaux regards sur l'univers, De Vive Voix 2010
- mit Yves Quéré, B. Salviat: 29 notions pour savourer et faire savourer la science, Le Pommier 2009
- Les sciences du ciel, Flammarion 1996
- L'espace pour l'homme, Flammarion 1993
- mit Alain Blanchard: Lumières : une introduction aux phénomènes optiques, InterEditions 1990